# Irmgard Swinka
Irmgard Swinka (* 1912 in Berlin; † 1988) war eine deutsche Serienmörderin, die in der Nachkriegszeit durch eine Serie von Giftmorden Bekanntheit erlangte. Sie war die letzte Person in Deutschland, gegen die ein Todesurteil ausgesprochen wurde. Dieses Urteil wurde jedoch nicht vollstreckt, da die Todesstrafe am darauffolgenden Tag abgeschafft wurde. Swinka verbüßte stattdessen eine lebenslange Freiheitsstrafe und wurde später entlassen.

## Leben
Swinka war gelernte Serviererin und mehrfach vorbestraft wegen Diebstahls. 1947 gelangte sie in einem Flüchtlingslager an einen Vorrat tödlicher Medikamente, den sie von einem ehemaligen SS-Sanitäter erhielt. Innerhalb eines Jahres vergiftete sie mindestens fünf ältere alleinstehende Frauen in verschiedenen Städten, darunter Berlin, Lüneburg, Brandenburg, Gießen und Köln. Weitere 40 Personen überlebten ihre Mordversuche.
Sie gab sich als hilfsbereite Bekannte aus, servierte ihren Opfern Kaffee, Tee oder Zigaretten, denen sie Schlafmittel oder Morphium beigemischt hatte.
Swinka wurde im Juli 1948 in einem Zug bei Hamm von einer aufmerksamen Frau erkannt und festgenommen. In der Untersuchungshaft in Bonn verhielt sie sich auffällig: Sie behauptete, sich dem Satan verschrieben zu haben, und beschrieb ihn als „Knochenmann mit wackeligem Kopf“. Ihre Ausbrüche galten als Versuch, geistige Unzurechnungsfähigkeit vorzutäuschen.
Der Prozess gegen Swinka begann am 21. April 1949 vor dem Schwurgericht in Köln. 235 Zeugen und 40 Sachverständige wurden gehört. Die Richter befanden Swinka für schuldfähig. Sie wurde am 7. Mai 1949 vom Landgericht Köln wegen fünffachen Mordes zum Tode verurteilt. Die Staatsanwaltschaft hatte zuvor eine Verurteilung wegen siebenfachen Mordes beantragt. Einen Tag nach der Urteilsverkündung trat das Grundgesetz der Bundesrepublik Deutschland in Kraft, wodurch die Todesstrafe abgeschafft wurde. Swinkas Strafe wurde in lebenslange Haft umgewandelt. Swinka wurde später aus dem Gefängnis entlassen – Berichten zufolge im Alter von 74 Jahren.